# Miss Samoa
Miss Samoa es un concurso de belleza nacional en Samoa. Se encarga de seleccionar a la representante del país para los concursos Miss Universo y Miss Islas del Pacífico.

## Ganadoras
| Año  | Miss Samoa                         |
| ---- | ---------------------------------- |
| 1977 | Ana Decima Schmidt                 |
| 1978 | Rosalina Sapolu                    |
| 1979 | Danira Leilani Schwalger           |
| 1980 | Liliu Tapuai                       |
| 1981 | Lenita Marianne Schwalger          |
| 1982 | Ivy Warner                         |
| 1983 | Falute Mama Aluni                  |
| 1984 | Lena Slade                         |
| 1985 | Tracey Mihaljevich                 |
| 1986 | Tu'iamanu'ula Kaye Hunt            |
| 1987 | Ursula Elizabeth Curry             |
| 1988 | Tualagi Keil                       |
| 1989 | Ainslie Fitisemanu                 |
| 1990 | Tapa’au Folasa Samoa               |
| 1991 | Sina Greevy                        |
| 1992 | Soloia Meleisea                    |
| 1993 | Yolande Mareta Craig               |
| 1994 | Liliolevao Malietoa                |
| 1995 | Marie Enosa                        |
| 1996 | Verona Ah Ching                    |
| 1997 | Mary-Jane Moe Mckibbin             |
| 1998 | Cheri Moana Robinson               |
| 1999 | Taralina Gae'e                     |
| 2000 | Petra Suhren                       |
| 2001 | Manamea Apelu                      |
| 2002 | Anita Jamieson                     |
| 2003 | Punipuao Cilla Brown               |
| 2004 | Saifaleupolu Tamasese              |
| 2005 | Falute Sauvao Vaauli               |
| 2006 | Poinsettia Taefu                   |
| 2007 | Sherry Natalie Elekana             |
| 2008 | Gwendolyn Tuaitanu                 |
| 2009 | Jacinta Bourne (renunció)          |
| 2009 | Tusisalei'a Hope Pomele (renunció) |
| 2009 | Tavalea Nilon (asumió)             |
| 2010 | Jolivette Menime Ete               |
| 2011 | Olevia Ioane                       |
| 2012 | Janine Nicky Tuivaiti              |
| 2013 | Susana Fanueli                     |
| 2014 | Latafale Auva'a                    |
| 2015 | Ariana Taufao                      |
| 2016 | Priscilla Olano                    |
| 2017 | Alexandra Iakopo                   |
| 2018 | Sonia Piva                         |
| 2019 | Fonoifafo Mcfarland-Seumanu        |
| 2022 | Haylanni Pearl Mataupu Kuruppu     |
| 2023 | Moemoana Safa'ato'a Schwenke       |
| 2024 | Litara Ieremia-Allan               |

## Representación internacional

### Miss Universo Samoa
: Declarada como ganadora
     : Terminó como finalista
     : Terminó como una de las semifinalistas o cuartofinalistas
     : Terminó como ganadora de premios especiales
| Año                           | Distrito  | Miss Universo Samoa       | Posición en Miss Universo | Premios especiales | Notas |
| ----------------------------- | --------- | ------------------------- | ------------------------- | ------------------ | ----- |
| 2024                          | Tuamasaga | Haylani Kuruppu           | No clasificó              |                    |       |
| No compitió entre 1987 y 2023 |           |                           |                           |                    |       |
| 1986                          | Tuamasaga | Tu'iamanu'ula Kaye Hunt   | No clasificó              |                    |       |
| 1985                          | Tuamasaga | Tracey Mihaljevich        | No clasificó              |                    |       |
| 1984                          | Tuamasaga | Lena Slade                | No clasificó              |                    |       |
| 1983                          | Tuamasaga | Falute Mama Aluni         | No clasificó              |                    |       |
| 1982                          | Tuamasaga | Ivy Warner                | No clasificó              |                    |       |
| 1981                          | Tuamasaga | Lenita Marianne Schwalger | No clasificó              |                    |       |

### Miss Islas del Pacífico
: Declarada como ganadora
     : Terminó como finalista
     : Terminó como una de las semifinalistas o cuartofinalistas
     : Terminó como ganadora de premios especiales
El concurso Miss Islas del Pacífico era conocido hasta diciembre de 2014 como Miss Pacífico Sur.
| Año  | Miss Samoa                        | Posición en Miss Islas del Pacífico | Premios especiales                                                                                                  |
| ---- | --------------------------------- | ----------------------------------- | --- |
| 2023 | Moemoana Safa'ato'a Schwenke      | Miss Islas del Pacífico 2024        | - Mejor Vestimenta Tradicional - Mejor Entrevista - Mejor Talento - Premio People's Choice                          |
| 2022 | Haylani Pearl Mataupu Kuruppu     | Primera finalista                   | - Mejor Sarong |
| 2019 | Fonoifafo McFarland-Seumanu       | Miss Islas del Pacífico 2019        | - Mejor Traje Tradicional - Mejor Entrevista                                                                        |
| 2018 | Sonia Piva                        | Segunda finalista                   | - Mejor Sarong - Mejor Traje Tradicional Inspirado                                                                  |
| 2017 | Alexandra Iakopo                  | Primera finalista                   | - Miss Personalidad - Mejor Talento - Miss Internet - Mejor Entrevista                                              |
| 2016 | Priscilla Olano                   | Tercera finalista                   | - Miss Personalidad                                                                                                 |
| 2015 | Ariana Taufao                     | Primera finalista                   | - Mejor Entrevista                                                                                                  |
| 2014 | Latafale Auva'a                   | Miss Islas del Pacífico 2014        | - Mejor Sarong - Mejor Talento - Mejor Entrevista                                                                   |
| 2013 | Susana Fanueli                    | Segunda finalista                   | - Miss Internet - Miss Fotogénica                                                                                   |
| 2012 | Janine Nicky Tuivaiti             | Miss Pacífico Sur 2012              | - Mejor Traje Tradicional - Mejor Talento - Miss Fotogénica                                                         |
| 2011 | Olevia Ioane                      | No clasificó                        | |
| 2010 | Jolivette Menime Ete              | Segunda finalista                   | - Miss Internet |
| 2009 | Tusisaleia Hope Pomele (renunció) | Cuarta finalista                    | |
| 2009 | Tavalea Nilon                     | No compitió                         | |
| 2009 | Jacinta Bourne (renunció)         | No compitió                         | |
| 2008 | Gwendolyn Tuaitanu                | Primera finalista                   | - Miss Internet |
| 2007 | Sherry Natalie Elekana            | Segunda finalista                   | - Miss Internet |
| 2006 | Poinsettia Taefu                  | Primera finalista                   | - Mejor Sarong - Miss Turismo Nacional - Mejor Entrevista                                                           |
| 2005 | Falute Sauvao Vaauli              | Segunda finalista                   | - Mejor Traje Tradicional                                                                                           |
| 2004 | Saifaleupolu Tamasese             | No clasificó                        | |
| 2003 | Punipuao Cilla Brown              | Segunda finalista                   | |
| 2002 | Anita Jamieson                    | Tercera finalista                   | - Mejor Talento |
| 2001 | Manamea Apelu                     | Miss Pacífico Sur 2001              | - Mejor Talento - Miss Internet - Premio a la Mejor Banda - Premio al Mejor Coco - Miss Fotogénica - Mejor Flotador |
| 2000 | Petra Suhren                      | Primera finalista                   | - Mejor Traje Tradicional                                                                                           |
| 1999 | Taralina Gae'e                    | Tercera finalista                   | - Premio al Mejor Coco - Miss Turismo Nacional                                                                      |
| 1998 | Cheri Moana Robinson              | Miss Pacífico Sur 1998              | - Mejor Talento |
| 1997 | Mary-Jane Moe Mckibbin            | Miss Pacífico Sur 1997              | |
| 1996 | Verona Ah Ching                   | Miss Pacífico Sur 1996              | |
| 1995 | Marie Enosa                       | No clasificó                        | |
| 1994 | Liliolevao Malietoa               | Primera finalista                   | |
| 1993 | Yolande Mareta Craig              | Cuarta finalista                    | |
| 1992 | Soloia Meleisea                   | Posición desconocida                | |
| 1991 | Sina Greevy                       | Posición desconocida                | |
| 1990 | Tapa'au Folasa Samoa              | Posición desconocida                | |
| 1989 | Ainslie Fitisemanu                | Posición desconocida                | |
| 1988 | Tualagi Keil                      | Posición desconocida                | |
| 1987 | Ursula Elizabeth Curry            | Posición desconocida                | |

## Galería de ganadoras

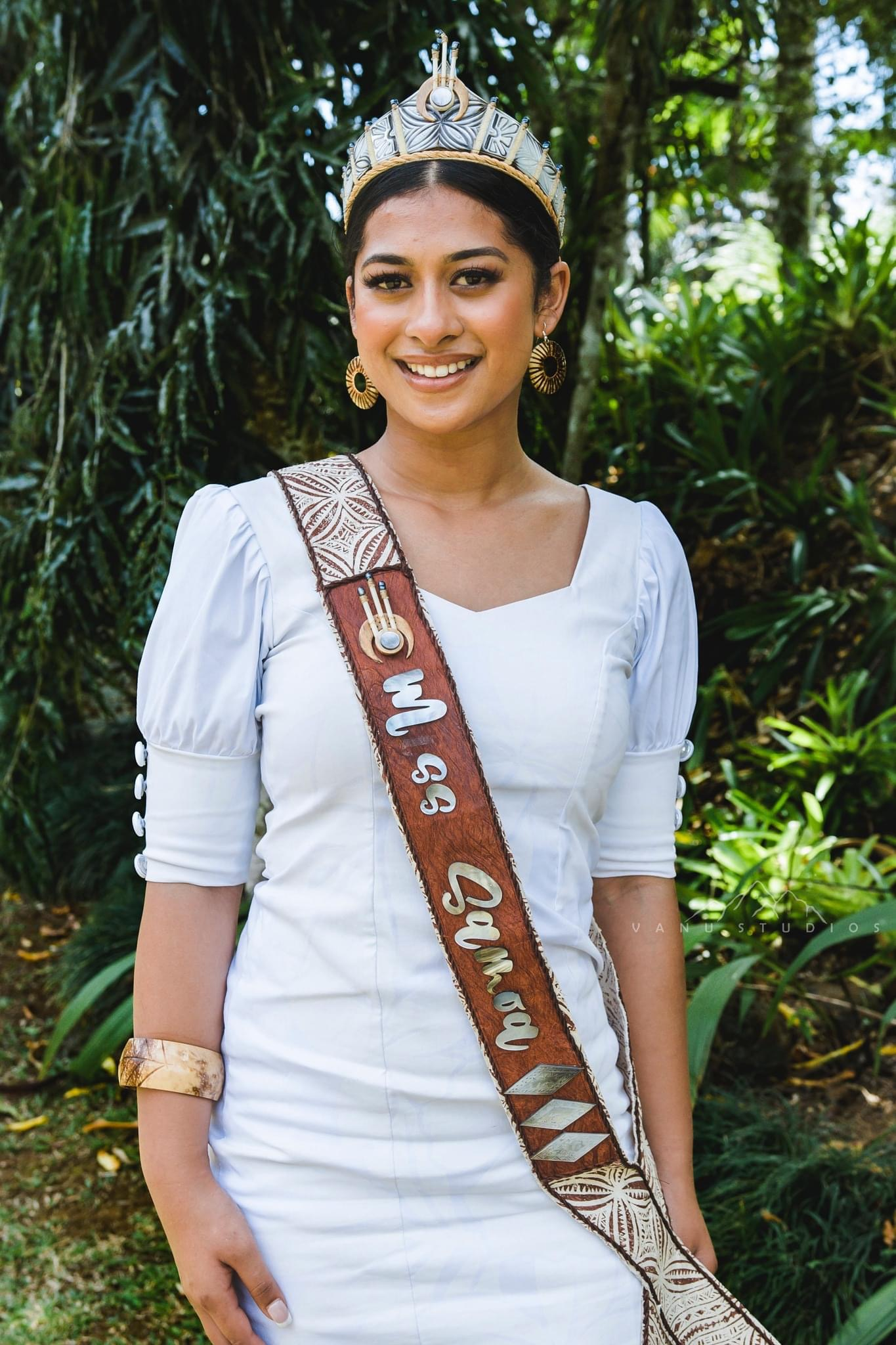
Miss Samoa 2022 Haylani Pearl Mataupu Kuruppu